# Мирабела (слива)
Мирабела (Prunus domestica subsp. syriaca) е подвид на домашната слива (Prunus domestica). Това е малка кръгла слива със златистожълт цвят, приятен аромат и лек привкус на мед.

## Описание
Мирабелата произхожда от Мала Азия, но в наши дни е разпространена в Северна Африка, Южна Европа, Германия, Франция и Украйна. Отглежда се и в България.
Дървото е топлолюбиво, има умерен растеж. Цъфти късно, като плодовете узряват около 15 – 25 август.
Мирабелата има кръгли или овални плодове до 30 мм в диаметър, с тегло до 10 гр. Плодовете имат плътна твърда кожица със слаб восъчен налеп, със златистожълт цвят; страната им, обърната към слънцето може да има лек червеникав оттенък. Плодовото месо е червеникаво жълто и много сладко. Костилката е малка и се отделя лесно.
Селектирани са множество сортове и разновидности на мирабелата, като най-популярни са: жълта мирабела, голяма мирабела, малка мирабела, мирабела бона, септемврийска мирабела, мирабела от Нанси, и мирабела от Мец.
Плодовете на мирабелата се използват за прясна консумация, както и в преработвателната промишленост – за компоти, нектари, ракия, ликьори и сушене.